# Bobo Baldé
Bobo Baldé (Marsella, 5 de octubre de 1975) es un exfutbolista francés, aunque también tiene nacionalidad guineana. Jugaba de defensa y su último equipo fue el Athlétic Club Arles-Avignon.

## Biografía
Dianbobo Baldé, más conocido como Bobo Baldé es un futbolista francés aunque nacionalizado guineano. Actúa de defensa central. Empezó su carrera futbolística en las categorías inferiores del Olympique de Marsella. Debido a las pocas oportunidades de debutar con el primer equipo el Olympique decide cederlo. De esta manera Bobo Baldé recala en el FC Mulhouse primero y, al año siguiente, en el AS Cannes.
En 1999 el Toulouse FC se fija en él y lo ficha. Esa misma temporada ayuda al equipo a ascender a la Ligue 1. Bobo Baldé debuta en la Ligue 1 el 5 de agosto en el partido ES Troyes 1-1 Toulouse FC Ese año el equipo queda el 16.° del campeonato, pero es descendido al Championnat National (tercera categoría del campeonato francés) por problemas financieros. 
Bobo Baldé decide entonces irse del club. De esta forma se marcha a Escocia para jugar con el Celtic de Glasgow. Firma el contrato el 21 de julio de 2001. Debuta en la Premier League de Escocia el 8 de septiembre en el partido Celtic 3-1 Dunfermline Athletic FC, y cuatro partidos más tarde anota su primer gol (20 de octubre contra el Dundee United). Con este equipo ha ganado 5 Ligas, 3 Copas y una Copa de la Liga de Escocia. En la temporada 2002-03 llega a la final de la Copa de la UEFA, aunque el título finalmente fue a parar al FC Oporto.
El 28 de agosto de 2008 Bobo Baldé recibió una oferta del Birmingham City FC, aunque finalmente la rechazó.

## Selección nacional
Ha sido internacional con la Selección de fútbol de Guinea en 27 ocasiones. Su debut como internacional se produjo en febrero de 2000 en un partido contra Uganda.

## Clubes
| Club                                    | País    | Año       |
| --------------------------------------- | ------- | --------- |
| FC Mulhouse                             | Francia | 1997-1998 |
| Association Sportive de Cannes Football | Francia | 1998-1999 |
| Toulouse Football Club                  | Francia | 1999-2001 |
| Celtic Football Club                    | Escocia | 2001-2009 |
| Valenciennes FC                         | Francia | 2009-2010 |
| Athlétic Club Arles-Avignon             | Francia | 2010-2011 |

## Títulos
- 5 Ligas de Escocia (Celtic FC; 2002, 2004, 2006, 2007 y 2008)
- 3 Copas de Escocia (Celtic FC; 2004, 2005 y 2007)
- 1 Copa de la Liga de Escocia (Celtic FC, 2006)